# Март 2010 года

Список событий марта 2010 года.

## События
- 1 марта
  - На парламентских выборах в Таджикистане победила правящая Народно-демократическая партия[1].
  - В Луксоре группой археологов обнаружена голова гигантской статуи Аменхотепа III, одно из самых сохранных изображений этого фараона[2].
  - В Уругвае к исполнению своих обязанностей приступил новый президент страны Хосе Мухика[3].
- 2 марта
  - В Ингушетии в ходе спецоперации был убит полевой командир Саид Бурятский[4].
  - Специалисты НАСА на основе информации, переданной с борта индийского зонда «Чандраян-1», сообщили об обнаружении более 40 содержащих лёд кратеров в области северного полюса Луны[5].
  - В Лондоне арестован бывший лидер боснийских мусульман и президент Федерации Боснии и Герцеговины Эюп Ганич[6].
  - В городе Таиз на юге Йемена 18 человек погибли в результате взрыва на складе взрывчатых веществ[7].
  - Более 100 человек погибли и 300 пропали без вести в результате оползней в Уганде[8].
  - В Южной Корее врезались в гору два истребителя F-5 «Нортроп». Погибли 3 лётчика[9].
- 3 марта
  - Тропический циклон «Элли», обрушившийся на штат Квинсленд (Австралия)[10].
  - Около трёхсот демонстрантов ворвались в министерство финансов Греции, протестуя против крайне жёстких мер по разрешению финансового кризиса в стране[11].
  - 31 человек погиб и более 40 ранены в результате взрывов, совершённых смертниками в иракском городе Баакуба[12].
  - Верховная рада Украины отправила в отставку правительство Юлии Тимошенко[13].
  - Число заболевших малоизученной вирусной болезнью чикунгунья на индонезийском острове Суматра достигло 17 тысяч 370 человек[14].
  - Ливия ввела полное экономическое и торговое эмбарго против Швейцарии[15].
- 4 марта
  - На коллайдере RHIC получена самая тяжёлая на данный момент частица антиматерии — антигипертритон[16][17].
  - Леонид Тягачёв официально объявил об уходе с поста президента Олимпийского комитета России[18].
  - В Того прошли президентские выборы[19].
  - На острове Тайвань произошло землетрясение магнитудой 6,4[20].
  - В давке в храме на севере Индии погибли 65 человек[21].
- 5 марта
  - В КНР открылась 3-я сессия ВСНП[22].
  - Подал в отставку премьер-министр Чада Юсуф Салех Аббас. Его сменил Эммануэль Надингар[23].
  - Турция отозвала для консультаций своего посла в Вашингтоне из-за принятия комитетом по иностранным делам в палате представителей Конгресса США резолюции о геноциде армян[24].
- 6 марта
  - Председателем Президиума Боснии и Герцеговины на предстоящие восемь месяцев стал Харис Силайджич[25].
  - В номинации «лучший фильм» премии независимого кино «Независимый дух» победил фильм «Сокровище»[26].
  - Президент России Дмитрий Медведев упразднил Федеральное агентство по науке и инновациям (Роснаука) и Федеральное агентство по образованию (Рособразование) и передал их функции министерству образования и науки[27].
  - Президенту Египта Хосни Мубараку в Германии немецкими врачами успешно проведена операция по удалению жёлчного пузыря. Накануне он временно передал полномочия премьеру Ахмеду Назифу[28][29].
  - В Исландии прошёл первый в истории страны референдум по вопросу о возможной выплате долгов банка Icesave Великобритании и Нидерландам. 93 % проголосовавших отказались от выплаты долгов[30].
- 7 марта
  - В Лос-Анджелесе прошла 82-я церемония вручения премий американской Киноакадемии. Фильм «Повелитель бури» Кэтрин Бигелоу получил 6 Оскаров[31].
  - В Ираке прошли парламентские выборы. Победила правящая коалиция «Государство закона» во главе с премьер-министром Ирака Нури аль-Малики[32].
  - В Багдаде совершена серия терактов. Погибло 24, ранено более 60 человек[33].
  - В Швейцарии прошёл общенациональный референдум о праве животных на адвоката. Согласно предварительным итогам, 71 % швейцарцев сказали нет[34].
  - ЦИК Того объявил о победе в президентских выборах действующего главы государства Форэ Гнассингбе[35].
  - 500 человек погибли в ходе межрелигиозных столкновений в нигерийском штате Плато[36].
- 8 марта
  - Северная Корея перевела армию в режим повышенной боевой готовности, отреагировав таким образом на начало ежегодных американо-корейских учений[37].
  - Партия Сандинистского фронта национального освобождения победила на региональных выборах в Никарагуа[38].
  - Китайская компания PetroChina и британо-голландская Royal Dutch Shell сделали совместное предложение о покупке австралийской энергетической компании Arrow Energy за 2,2 млрд.[39]
  - США облегчили санкции в отношении Кубы, Ирана и Судана[40].
  - Французские военно-морские силы обнаружили и задержали у побережья Сомали сразу 35 пиратов, захватив также 4 пиратских флагмана и 6 малых судов[41].
  - Строительство еврейских поселений могут остановить палестино-израильские переговоры об этом заявил представитель палестинской стороны Саиб Эрекат[42].
  - Землетрясение магнитудой 6,0 произошло в районе Кованджылар турецкой провинции Элязыг. Погибло более 50 человек. Десятки получили ранения[43].
- 9 марта
  - Полиция Северной Ирландии будет теперь подчиняться Северной Ирландии[44].
  - В Сомали убит высокопоставленный член группировки «Хизбул-Ислам» Али Баре[45].
  - Члены христианской общины Нигерии хоронят погибших, ставших жертвами межэтнических и межконфессиональных столкновений. В результате насилия погибли более 100 человек, в основном, члены христианской общины[46].
  - Япония подтвердила секретные договорённости с США в годы «холодной войны», в частности, о фактах вхождения американских кораблей с ядерным оружием в территориальные воды страны[47].
  - Первый случай биологической борьбы с вредителями в Евросоюзе: для уничтожения горца японского, сорного растения, разрушающего дороги, завезены насекомые Aphalara itadori[48].
  - Верхняя палата парламента Индии большинством голосов одобрила законопроект, согласно которому треть мест в национальном парламенте должна быть предоставлена женщинам[49].
  - В Лондоне состоялась премьера нового мюзикла Эндрю Ллойда Уэббера, сиквела мюзикла «Призрак Оперы» — «Любовь не умрёт никогда».
- 10 марта
  - Группа исследователей смогла выделить ДНК из скорлупы яиц гигантских вымерших птиц (Dromornithidae, Моа и Слоновых птиц) возрастом 19 тысяч лет[50].
  - Самым богатым человеком в мире согласно журналу Forbes стал мексиканский медиамагнат Карлос Слим[51].
  - Австралия и Индонезия подписали соглашение о борьбе с нелегальной эмиграцией[52].
- 11 марта
  - Утверждён новый состав правительства Украины во главе с премьер-министром Николаем Азаровым[53].
  - Вступил в должность новый президент Чили Себастьян Пиньера[54].
  - Швеция признала геноцид армян в Османской Турции[55].
  - В Алматинской области Казахстана из-за паводков прорвало несколько плотин. Погибли 45 человек[56][57].
- 12 марта
  - Четыре теракта совершены в пакистанском городе Лахор. Число погибших составило 57 человек, более 140 раненых[58].
  - В Ванкувере открылись X Зимние Паралимпийские игры[59].
- 13 марта
  - В Бангкоке началась масштабная акция протеста оппозиции, требующей отмены принятой после военного переворота 2006 года конституции, а также проведения в Таиланде новых парламентских выборов[60].
  - В эфире телекомпании «Имеди» были выданы преднамеренные ложные сведения о начале вторжения России в Грузию, что вызвало волну паники и возмущения в стране[61].
  - Серия терактов произошла в афганском Кандагаре. Погибли по меньшей мере 27 человек, более 50 афганцев ранены[62].
- 14 марта
  - В Колумбии прошли парламентские выборы. По предварительным данным лидирует правящая Партия Национального единства[63].
  - Раскрыт биологический механизм теплового зрения у змей[64].
  - Во Франции проходит первый тур региональных выборов[65].
  - Единый день голосования в России.
    - Выборы депутатов Республики Алтай пятого созыва[66].
    - Выборы депутатов Законодательной Думы Хабаровского края пятого созыва[67].
    - Выборы депутатов Воронежской областной Думы пятого созыва[68].
    - Выборы депутатов Законодательного Собрания Калужской области пятого созыва[69].
    - Выборы депутатов Курганской областной Думы пятого созыва[70].
    - Выборы депутатов Рязанской областной Думы пятого созыва[71].
    - Выборы депутатов Областной Думы Законодательного Собрания Свердловской области[72].
    - Выборы депутатов Законодательного Собрания Ямало-Ненецкого автономного округа пятого созыва[73].
- 15 марта
  - Большая часть территории Чили, в том числе и столица страны, осталась без электроснабжения в результате аварии на трансформаторной станции[74].
  - На Фиджи обрушился тропический циклон «Томас», эвакуировано около 6000 жителей[75].
- 16 марта
  - В Риге прошло шествие ветеранов латышского легиона Waffen SS в котором приняли участие 1500 человек, а также манифестация антифашистов[76].
  - В Уганде сгорела усыпальница древних королей, входящая в список Всемирного наследия ЮНЕСКО[77].
  - Учёные НАСА обнаружили живых существ под 200-метровой толщей антарктического льда[78].
- 17 марта
  - Василий Джарты назначен Председателем Совета министров Автономной Республики Крым[79].
  - На фотографиях Луны, сделанных LRO, обнаружен «Луноход-2»[80].
- 18 марта
  - Юг Израиля подвергся ракетному обстрелу со стороны палестинской группировки из сектора Газа, днём позже ВВС Израиля нанесли ответные удары[81].
  - Суданское правительство и антиправительственное формирование «Движение за освобождение и справедливость», действующее в Дарфуре, подписали соглашение о перемирии[82].
  - Нигерия отозвала посла из Ливии после того, как ливийской лидер Муаммар Каддафи предложил разделить Нигерию на два государства — христианское и исламское[83].
  - Уголовный суд Гватемалы постановил экстрадировать в США бывшего президента Гватемалы Альфонсо Портильо, которого обвиняют в отмывании денег[84].
- 19 марта
  - Специалисты, работающие на Большом адронном коллайдере, получили пучки протонов с рекордной энергией 3,48 тераэлектронвольта[85].
  - Имамом старейшего и самого крупного в мире исламского университета «Аль-Азхар» в Каире по указу президента Египта Хосни Мубарака назначен шейх Ахмед Мухаммед Ахмед ат-Тейиб[86].
  - Бывший вице-президент Ирана, один из лидеров оппозиции Хосейн Мараши приговорён к одному году тюрьмы за антиправительственную агитацию[87].
  - Российский математик Григорий Яковлевич Перельман удостоен Премии тысячелетия за доказательство гипотезы Пуанкаре[88].
  - Президент Йемена Али Абдалла Салех объявил об окончании войны с шиитскими повстанцами[89].
- 20 марта
  - В возрасте 85 лет умер Гириджа Прасад Коирала архитектор мирного процесса в Непале, при активном участии которого в стране четыре года назад была остановлена гражданская война, бывший премьер-министр этой страны[90].
  - Папа Римский Бенедикт XVI в пасторском послании принёс извинения за ирландских католических священников, обвиняемых в педофилии[91].
- 21 марта
  - Пятьсот исландцев были эвакуированы из-за начавшегося извержения вулкана под ледником Эйяфьядлайёкюдль в 150 километрах от Рейкьявика[92].
  - Мавритания разорвала дипломатические отношения с Израилем[93].
  - Во втором туре региональных выборов во Франции победу одержала левая оппозиция[94].
- 22 марта
  - В Болгарии из-за срабатывания аварийной защиты отключён шестой блок АЭС «Козлодуй»[95].
  - Палата представителей конгресса США одобрила законопроект, определяющий масштабную реформу здравоохранения страны[96].
  - В 2 километрах от аэропорта Домодедово совершил аварийную посадку самолёт Ту-204. 6 человек получили ранения.
- 23 марта
  - В пустыне Мохаве прошло первое лётное испытание частного космического корабля VSS Enterprise класса SpaceShipTwo[97].
  - И. о. президента Нигерии Гудлак Джонатан неделю спустя после роспуска правительства, приступил к формированию нового кабинета министров[98].
  - В немецком городе Ахен суд после 60 лет юридических разбирательств приговорил 88-летнего бывшего офицера СС Генриха Бере к пожизненному заключению за убийства трёх гражданских лиц, совершённые в 1944 году на территории Нидерландов[99].
- 24 марта
  - Международная премия Абеля за 2010 год присуждена американцу Джону Торренсу Тэйту за его вклад в теорию чисел[100].
  - Бывший причиной территориального конфликта между Индией и Бангладеш остров Южная Тальпатти, находящийся в Бенгальском заливе, исчез под водой[101].
  - По итогам анализа митохондриальной ДНК остатков древнего человека из Денисовой пещеры, было объявлено, что они принадлежали неизвестному ранее представителю гоминин[102].
  - Вслед за Google заявили о своём уходе из Китая американские доменные регистраторы Go Daddy и Network Solutions[103].
- 25 марта
  - Российский миллиардер Александр Лебедев приобрёл за один фунт британские газеты Independent и Independent on Sunday[104].
- 26 марта
  - Боевой корабль южнокорейских ВМС затонул вблизи морской границы с КНДР в Жёлтом море. Погибло несколько десятков моряков[105].
  - Два взрыва произошли в городе Эль-Халис к северу от Багдада. Жертвами терактов стали 52 человека, 73 получили ранения[источник не указан 5148 дней].
- 27 марта
  - В Одессе произошёл пожар в дата-центре крупнейшего хостинг-провайдера Украины, отключились десятки тысяч сайтов размещённые на серверах компании[106].
  - В Марокко при крушении легкомоторного самолёта пропал без вести один из богатейших людей планеты шейх Ахмед ибн Заид Аль Нахайян[107].
  - Евросоюз снял запрет на въезд ливийских граждан в Шенгенскую зону[108].
  - В ливийском городе Сирт открылся 22-й саммит Лиги арабских государств[109].
- 28 марта
  - Китайская автомобильная компания Geely подписала соглашение о покупке Volvo Car Corporation[110].
  - В Италии началось голосование на выборах глав администраций[англ.] 13 из 20 областей страны[111].
  - В пяти регионах России сменились часовые пояса[112].
  - В Таиланде начались переговоры между премьер-министром страны Абхиситом Ветчачива и представителями оппозиции с целью преодолеть затянувшийся политический кризис[113].
  - Состоялся неожиданный визит президента США Барака Обамы в Афганистан, где он встретился с президентом Афганистана Хамидом Карзаем[114].
  - На открывшейся в Бангкоке 122-й сессии Межпарламентского союза в эту организацию приняты Сейшельские острова, а также возобновлено членство Джибути, Гвинеи-Бисау и Малави[115].
- 29 марта
  - Серия террористических актов в Московском метрополитене[116].
  - Лауреатами притцкеровской премии стали японские архитекторы Кадзуё Сэдзима и Рюэ Нисидзава, сооснователи фирмы SANAA[117].
  - В иракском городе Кербела в результате трёх взрывов погибли 14 человек, более 70 ранены[118].
  - Вступил в должность новый государственный министр Монако Мишель Роже[119].
- 30 марта
  - Завершила своё существование доменная зона .yu, предназначенная для бывшей Югославии[120].
  - В Большом адронном коллайдере успешно прошло столкновение пучков протонов на рекордной энергии в 7 тераэлектронвольт[121].
  - Президент Южной Кореи Ли Мен Бак подписал приказ о приведении вооружённых сил страны в состояние боевой готовности, в связи с подозрением министерства обороны, что причиной взрыва южнокорейского корвета «Чхонан» могла стать блуждающая мина со стороны Северной Кореи[122].
  - В колумбийском городе Медельин состоялась церемония закрытия IX Южноамериканских игр[англ.], первое место в турнирной таблице заняла Колумбия, второе — Бразилия[123].
- 31 марта
  - Двойной теракт в дагестанском городе Кизляр. Погибли 12 человек, 9 из которых были милиционерами[124].
  - Великобритания заявила о выходе из Западноевропейского союза[125].
  - Премьер-министр Маврикия Навин Рамгулам распустил парламент[126].